# Exact Audio Copy
Pour les articles homonymes, voir EAC.
Exact Audio Copy (EAC) est un logiciel de rip de CD audio. Il est propriétaire, et gratuit pour une utilisation non commerciale. Il est proposé uniquement pour Windows mais peut fonctionner sur les systèmes de type Unix avec la couche de compatibilité (en) Wine.